# Tadeusz Lelo
Tadeusz Lelo (ur. 12 lutego 1898 w Sędziszowie, zm. po 7 czerwca 1948) – major piechoty Wojska Polskiego, działacz niepodległościowy.

## Życiorys
Urodził się 12 lutego 1898 w Sędziszowie, w ówczesnym powiecie ropczyckim Królestwa Galicji i Lodomerii, w rodzinie Stanisława, urzędnika kolejowego, i Marii z Birnbaumów. Był młodszym bratem Józefa Hermana (ur. 1889), zawiadowcy stacji Kielce, kapitana piechoty rezerwy Wojska Polskiego, odznaczonego Medalem Niepodległości i Srebrnym Krzyżem Zasługi.
Uczęszczał do szkoły powszechnej, a następnie do c. k. Gimnazjum w Bochni. 28 czerwca 1914 ukończył naukę w klasie VIa. Sytuacja na froncie wschodnim I wojny światowej uniemożliwiła mu kontynuowanie nauki. 1 czerwca 1915 wstąpił do Legionów Polskich i jako szeregowiec został przydzielony do 5. kompanii 5 pułku piechoty. 4 lipca 1916 w bitwie pod Kostiuchnówką dostał się do niewoli rosyjskiej. W niewoli pracował w Kijowie, Charkowie i Tule. W grudniu 1917 wstąpił do I Korpusu Polskiego w Rosji i został przydzielony do 6 pułku strzelców polskich. W pułku ukończył szkołę podoficerską. Od lipca 1918, po rozbrojeniu korpusu, przebywał w okolicach Wołkowyska.
W kwietniu 1919 wstąpił do mińskiego pułku strzelców, późniejszego 86 pułku piechoty, i w stopniu kaprala został przydzielony do 3. kompanii karabinów maszynowych. Od 25 maja do 18 sierpnia 1920 był uczniem 30. klasy Szkoły Podchorążych w Warszawie. Po ukończeniu szkoły został awansowany na stopień podchorążego i skierowany do macierzystego pułku, w którym objął dowództwo 3. kompanii km. 19 stycznia 1921 został mianowany podporucznikiem piechoty z dniem 15 grudnia 1920 i 115. lokatą (3 maja 1922 został zweryfikowany w tym stopniu ze starszeństwem z 1 czerwca 1919 i 119. lokatą). W tym samym czasie został przesunięty na stanowisko młodszego oficera 1. kompanii km.
W kwietniu 1921 został przeniesiony do 80 pułku piechoty w Wilnie (od kwietnia 1922 w Słonimie). Służbę w pułku pełnił przez kolejnych 18 lat. W międzyczasie ukończył kursy w Centralnej Szkole Karabinów Maszynowych i Broni Specjalnej w Chełmnie (1922), Centralnej Szkole Strzelniczej w Toruniu (1927) i Centrum Wyszkolenia Obrony Przeciwlotniczej i Przeciwgazowej w Trauguttowie k. Brześcia (1938–1939) oraz awansował na kolejne stopnie w korpusie oficerów piechoty: porucznika (luty 1922), kapitana ze starszeństwem z 1 stycznia 1930 i 151. lokatą oraz majora ze starszeństwem z 19 marca 1939 i 32. lokatą.
24 marca 1939, w czasie mobilizacji niejawnej, został wyznaczony na stanowisko oficera sztabu dowódcy piechoty dywizyjnej 20 Dywizji Piechoty. Na tym stanowisku wziął udział w kampanii wrześniowej 1939. Walczył w bitwie pod Mławą, nad Narwią i w obronie Warszawy. 28 września 1939, po kapitulacji załogi stolicy, dostał się do niewoli niemieckiej. Początkowo został osadzony w Oflagu IV A Hohnstein. Wiosną 1940 został przeniesiony do Oflagu II B Arnswalde, a jesienią tego roku do Oflagu II C Woldenberg (numer jeniecki „49217”). Tam w październiku 1944 został aresztowany za pracę konspiracyjno-wojskową i przekazany Gestapo. Po czternastu dniach, spędzonych w więzieniach w Pile i Szczecinie, został skierowany do  obozu pracy przymusowej w Policach. 20 lutego 1945 został przeniesiony do obozu koncentracyjnego Sachsenhausen. 2 maja 1945 pod Schwerinem został uwolniony.
Do września 1946 przebywał w polskim obozie byłych jeńców wojennych w Lubece, a następnie wyjechał do Włoch i Wielkiej Brytanii, w poszukiwaniu syna. W styczniu 1947 w Londynie podjął pracę w charakterze służby domowej. W kwietniu następnego roku zgłosił się do repatriacji. 31 maja 1948 wrócił do Polski, a następnie połączył z rodziną w Dąbrowie Górniczej. 7 czerwca 1948 został zarejestrowany w Rejonowej Komendzie Uzupełnień Sosnowiec.
W sierpniu 1923 ożenił się z Heleną z Cieplaków (ur. 1902), z którą miał syna Jerzego (ur. 1924) i córkę Mirosławę (ur. 1928). Rodzina w kwietniu 1940 została deportowana na terytorium Kazachskiej Socjalistycznej Republiki Radzieckiej. Żona z córką w sierpniu 1942 zostały ewakuowane z ZSRR do Teheranu. Syn walczył jako szeregowiec w 3 karpackim batalionie łączności i został odznaczony Krzyżem Walecznych. 

## Ordery i odznaczenia
- Krzyż Niepodległości – 13 kwietnia 1931 „za pracę w dziele odzyskania niepodległości”[28][29][30][31]
- Krzyż Walecznych – 1939[32][22]
- Srebrny Krzyż Zasługi – 1937 „za zasługi w służbie wojskowej”[33][32]
- Medal Pamiątkowy za Wojnę 1918–1921 – 1928[32]
- Medal Dziesięciolecia Odzyskanej Niepodległości – 1928[32]
- Srebrny Medal za Długoletnią Służbę – 1939[32]
- Brązowy Medal za Długoletnią Służbę – 1938[32]